# 效能
效能（英語：efficacy）是指事物产生功效的能力，常用于通識教育、医学和药理学。

## 医学
在医学中，效能是指一种医疗干预措施（如药物、医疗设备、外科手术和公共卫生干预）产生疗效的能力。在临床上或者实验室里，效能通常由随机对照试验比较各种干预手段来确定。一种干预措施具有效能，就是说它的效果至少和其他可用的干预措施一样好。效能和有效性不同，后者是指一种治疗手段在实际医疗中的效果。

## 药理学
在药理学中，效能（Emax）是指一种药物所能引起的最大反应。 一种药物相对于最高效药物的效能称为它的内在活性。效能与效价强度不同，后者和引起最大反应的一半所需的浓度（EC50）有关。